# Café Milani (Kaffeehaus)

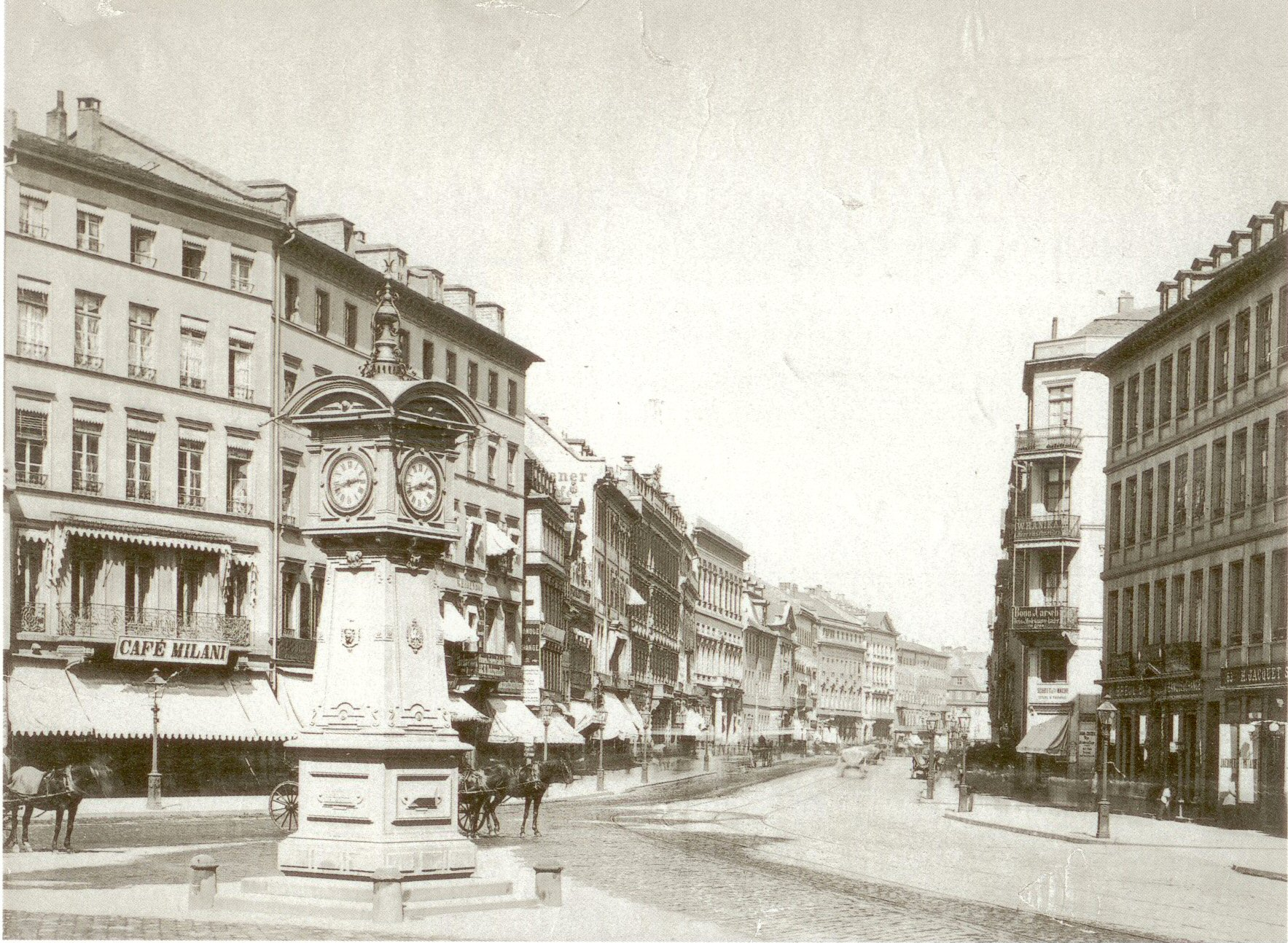
Ganz links: Das Café Milani auf der Zeil (um 1885), Standort seit 1874

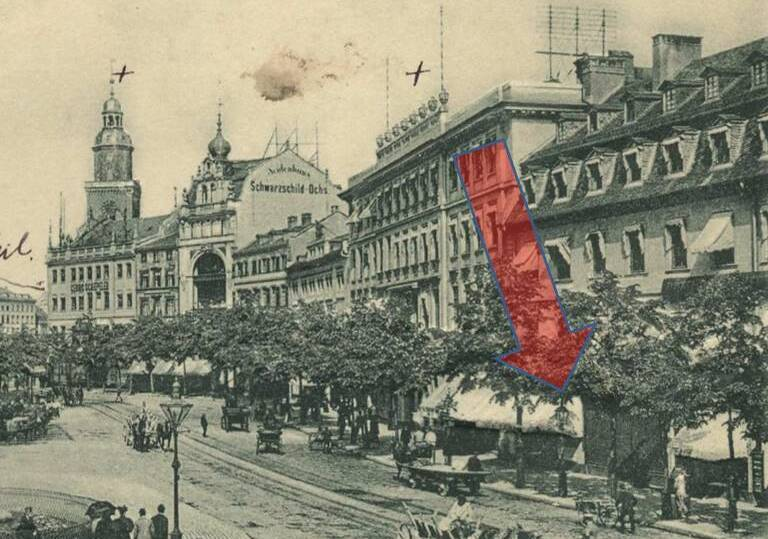
Lage des Cafe Milani um 1848 am Rossmarkt, neben dem Hotel „Englischer Hof“

Café Milani war ein Kaffeehaus in der Innenstadt von Frankfurt am Main.

## Geschichte des Cafés Milani
Das Café Milani war im Juni 1848 von dem italienischen Gastronom Christian Joseph Milani am Roßmarkt, direkt rechts neben dem Hotel „Englischer Hof / Hotel D‘AngleTerre“ liegend, eröffnet worden.
1854 wurde das Gebäude an der Ecke zur Straße Am Salzhaus vom Hotel Englischen Hof übernommen. Das Café wurde neben das Comoedienhaus am anderen Ende des Roßmarktes verlegt. Von Gästen wurde es wegen seines Pariser Flairs gerühmt.
1874 bezog Milani mit seinem Caféhaus ein klassizistisches Gebäude in einer der besten Lagen Frankfurts, am Anfang der Zeil gegenüber der Katharinenkirche. Das Café Milani bot nun auf zwei Etagen über 300 Besuchern Platz, darüber hinaus verfügte es über einen Damensalon und einen Hotelbetrieb. Im Sommer kam ein Pavillon auf der Zeil hinzu. Heute befindet sich hier der Kaufhof.
Ab Ende September 1848 tagte im Café Milani die Fraktion der Konservativen in der Frankfurter Nationalversammlung (Paulskirchenparlament). Wie damals üblich, wurde die Gruppe nach ihrem Versammlungsort ebenfalls Café Milani genannt.
1889 starb Christian Joseph Milani. Das Geschäft wurde von seinem Sohn Adolf übernommen. 1902 wurde das klassizistische Gebäude abgerissen. An seiner Stelle errichtete die Buchhandlung Auffahrt unter dem Architekten Otto Sturm einen prunkvollen Bau im Stil der Neurenaissance. Fast 40 Jahre später wurden die erst wenige Jahrzehnte alten Häuser der Buchhandlung Auffahrt sowie das Nachbarbebauung der Firma Frank & Baer niedergelegt. 1928 errichtete hier das Warenhaus Tietz für seine Frankfurter Niederlassung einen bedeutenden Neubau mit einer markanten, um die Ecke am westlichen Ende der Zeil geführten Art-déco-Fassade.
Das Café Milani zog an die Ecke Schillerstraße/Biebergasse, wo es in bescheidenerem Rahmen noch bis zum Tode Adolf Milanis im Jahre 1931 fortbestand.